# Amor supremo desnudo
Amor supremo desnudo es el primer álbum acústico de la cantante y compositora mexicana Carla Morrison, lanzado el 9 de junio de 2017 por Cósmica e Intolerancia Récords. Se trata de un disco con versiones nuevas acústicas de las canciones de su álbum anterior Amor supremo. Incluye dos temas nuevos; «Dime mentiras» lanzado el 9 de junio de 2017 y «Te regalo» publicado el 2 de julio de 2017. Un disco en formato vinilo se lanzó como una versión especial.
El álbum fue producido por Morrison y Alejandro Jiménez y grabado en los estudios Baby Jesús Hood en Coyoacán en la Ciudad de México, fue mezclado por Damián Jiménez y masterizado por Steve Falone de Sterling Sound en la ciudad de Nueva York en los Estados Unidos. Amor supremo desnudo fue nominado a los Premios Grammy Latinos en 2018 por mejor álbum vocal pop tradicional, además competía junto a artistas como Laura Pausini, Pablo Alborán, Mojito Lite y Nahuel Pennisi.

## Lista de canciones
| N.º     | Título               | Escritor(es)   | Duración |  |
| 1.      | «Un beso»            | Carla Morrison | 4:21     |  |
| 2.      | «Flor que nunca fui» | Morrison       | 4:00     |  |
| 3.      | «Vez primera»        | Morrison       | 5:01     |  |
| 4.      | «Azúcar morena»      | Morrison       | 4:37     |  |
| 5.      | «No vuelvo jamás»    | Morrison       | 4:56     |  |
| 6.      | «Cercanía»           | Morrison       | 4:17     |  |
| 7.      | «Devuélvete»         | Morrison       | 4:14     |  |
| 8.      | «Mi secreto»         | Morrison       | 3:53     |  |
| 9.      | «Tierra ajena»       | Morrison       | 5:23     |  |
| 10.     | «Yo vivo para ti»    | Morrison       | 4:48     |  |
| 11.     | «Tú atacas»          | Morrison       | 5:48     |  |
| 12.     | «Dime mentiras»      | Morrison       | 4:50     |  |
| 13.     | «Mil años»           | Morrison       | 4:43     |  |
| 14.     | «Te regalo»          | Morrison       | 4:02     |  |
| 15.     | «Todo pasa»          | Morrison       | 5:36     |  |
| 1:10:29 |                      |                |          |  |

## Listas

### Semanales
| País   | Lista (2010)                      | Mejor posición | Ref.  |
| ------ | --------------------------------- | -------------- | ----- |
| España | Spain Albums Top 100 (PROMUSICAE) | 43             | [ 6 ] |

## Nominaciones
| Año  | Entrega        | Categoría             | Nominación           | Resultado | Ref.  |
| ---- | -------------- | --------------------- | -------------------- | --------- | ----- |
| 2018 | Grammy Latinos | Álbum pop tradicional | Amor supremo desnudo | Nominado  | [ 7 ] |